# 焦作东站
焦作东站，原名詹店站、武陟站，位于中华人民共和国河南省焦作市武陟县詹店镇，于1905年启用，是京廣铁路一座三等站，距北京西站651公里，距廣州站1643公里。车站南临郑州黄河铁路大桥，东与新乡平原新区相邻，西与焦作新区衔接。

## 历史
车站经历了以镇名、县名至市名三次更名。
- 建于1905年，时名詹店站。
- 后更名为武陟站。
- 该站曾是焦作市在京广铁路上客车唯一的停靠站点。长期以来，焦作市区的铁路客运仅依托以晋煤外运为主的新月铁路，客运运能严重不足，广大旅客只能在郑州、新乡等地中转，给焦作市民以及游客的出行、返程造成极大不便。2011年5月20日，由于郑焦城际铁路武陟站启用，本站更名为焦作东站，便捷了焦作市区的铁路客运，大幅减少了焦作旅客从铁路出行中转的时间及成本。然而截至2016年12月，并无旅客列车在本站办理客运业务。
- 2024年下半年，郑州局集团重建该站，为恢复客运业务办理做了前期准备，包括检票闸机安装，站台翻修等等工程。